# Chlorprophame
Pour les articles homonymes, voir CIPC.
Le chlorprophame, également désigné isopropyl3 chlorophénylcarbamate ou CIPC, est une substance active de produit phytosanitaire (ou produit phytopharmaceutique, ou pesticide), qui présente un effet herbicide, et qui appartient à la famille chimique des carbamates.
Cette substance était notamment employée comme anti-germinatif pour le stockage des pommes de terre. Interdite depuis août 2020, elle permettait de garantir une durée de stockage comprise entre 6  et   9 mois selon la vigueur germinative de la variété stockée ainsi que de la température du stockage. 

## Réglementation
Sur le plan de la réglementation des produits phytopharmaceutiques :
- pour l’Union européenne : cette substance active est inscrite à l’annexe I de la directive 91/414/CEE par la directive 2004/20/CE[6] ;
- pour la France : cette substance active est autorisée dans la composition de préparations bénéficiant d’une autorisation de mise sur le marché.

## Caractéristiques physico-chimiques
Les caractéristiques physico-chimiques dont l'ordre de grandeur est indiqué ci-après, influencent les risques de transfert de cette substance active vers les eaux, et le risque de pollution des eaux :
- hydrolyse à pH 7 : très stable ;
- solubilité : 108 mg·L-1 ;
- coefficient de partage carbone organique-eau : 400 cm3·g-1. Ce paramètre, noté Koc, représente le potentiel de rétention de cette substance active sur la matière organique du sol. La mobilité de la matière active est réduite par son absorption sur les particules du sol ;
- durée de demi-vie : 40 jours. Ce paramètre, noté DT50, représente le potentiel de dégradation de cette substance active, et sa vitesse de dégradation dans le sol ;
- coefficient de partage octanol-eau : 3,43. Ce paramètre, noté log Kow ou log P, mesure l’hydrophilie (valeurs faibles) ou la lipophilie (valeurs fortes) de la substance active.

## Écotoxicologie
Sur le plan de l’écotoxicologie, les concentrations létales 50 (CL50) dont l'ordre de grandeur est indiqué ci-après, sont observées :
- CL50 sur poissons : 10 mg·L-1 ;
- CL50 sur daphnies : 4,1 mg·L-1 ;
- CL50 sur algues : 3,3 mg·L-1.

## Toxicité pour l’Homme
Dans les pommes de terre traitées contre la germination, le CIPC se trouve principalement concentré dans la pelure et l’épiderme sous-jacent et décroît fortement vers l’intérieur du tubercule.
Sur le plan de la toxicité pour l’Homme, la dose journalière acceptable (DJA) est de l’ordre de : 0,05 mg·kg-1·j-1.
Les produits utilisés comme anti-germinatif sur les pommes de terre contenant du chlorprophame sont classés R40 (effet cancérogène suspecté, preuves insuffisantes). Certains de ces produits phytosanitaires sont également classés R48/22 (risque d'effet grave pour la santé en cas d'exposition prolongée par ingestion).
Le CIPC a montré des effets sur la thyroïde et les hormones T3 et T4, dans le cas d'une étude sur le chien (servant de modèle humain) : augmentation de l'activité et du poids de la glande thyroïde, diminution de la concentration de thyroxine (T4), et de triiodothyronine (T3).
Une augmentation de tumeurs bénignes des cellules de Leydig a été notée chez les rats mais seulement à une dose excédant le dosage maximum toléré.
Les résultats d’études en doses répétées suggèrent que le système hématologique serait une cible importante du chlorprophame, les études sur l’exposition à court et à long terme par voie orale chez la souris, le rat et le chien ayant invariablement révélé des effets liés à l’anémie hémolytique et à la méthémoglobinémie.
Chez le rat et le lapin, la toxicité systémique chez les adultes était caractérisée par un gain de poids corporel plus lent, des lésions microscopiques aux reins, à la rate, au foie et à la moelle, des lésions macroscopiques à la rate, et par des changements de poids aux ovaires, à la rate et au foie.
La molécule est liposoluble, dans le cas de la production de viande (alimentation de bovins par des pommes de terre traitées contre la germination), le caractère liposoluble du CIPC a été constaté puisqu’il était retrouvé dans les gras.

### Réexamen européen de l'homologation du CIPC
Le réexamen de ce produit (principale molécule utilisée comme anti-germinatif sur pomme de terre) aurait dû intervenir avant le 31 juillet 2018. 
La Commission européenne a proposé en mars 2018 le non-renouvellement de l'AMM de cette molécule, c'est-à-dire son interdiction. L'avis de la Commission est motivé par un sujet de préoccupation particulièrement important, concernant les résultats d'une évaluation indicative des risques pour les consommateurs, qui font apparaître des risques aigus et chroniques élevés liés au chlorprophame et à son principal métabolite, la 3-chloroaniline.
Faute d'accord entre les différents États, la décision a été repoussée au 31 juillet 2019. Mais elle a finalement été prise le 17 juin 2019 (règlement d’exécution UE n°2019/989). Les États membres ont jusqu'au 8 octobre 2020 pour retirer leurs autorisations nationales.